# Перец, Вики
Ицхак «Вики» Перец (ивр. יצחק "ויקי" פרץ‎; 11 февраля 1953, Кфар-Сава, Центральный округ — 29 июня 2021) — израильский футболист и футбольный тренер, играл на позиции нападающего.

## Биография

### Игровая карьера
Начинал карьеру в клубе «Маккаби Рамат Амидар». В 1973 году перешёл в «Маккаби» из Тель-Авива, в котором стал лидером команды в атакующей линии. В первом сезоне за «Маккаби» Перец стал лучшим бомбардиром команды с 19 голами. В составе «Маккаби» он выиграл два чемпионских титула, Кубок страны и Суперкубок Израиля. В сезоне 1976/77 с 17 забитыми мячами Перец стал лучшим бомбардиром чемпионата Израиля.
После семи сезонов в составе «Маккаби» Перец переехал во Францию, где подписал контракт со «Страсбуром». Дебютировал в Лиге 1 24 июля 1980 года в матче против «Лилля» — «Страсбур» проиграл тот матч со счётом 3:0. В составе «Страсбура» отыграл два сезона, сыграв в чемпионате 71 матч и забил 27 голов. В 1982 году перешёл в клуб Лиги 2 «Ренн». В составе «Ренна» отыграл один сезон, за который сыграл 33 матча и забил 17 голов. Затем он вернулся в Израиль, где в течение двух сезонов играл за тельавивский «Маккаби». За всё время выступления за «Маккаби» Перец во всех турнирах сыграл 250 матчей и забил 101 гол. Он является 8-м бомбардиром в истории клуба. В последующие годы играл за несколько израильских клубов и в 1991 году окончательно ушёл из футбола.

### Карьера в сборной
В составе сборной Израиля принимал участие на олимпийском футбольном турнире 1976 года, где был основным игроком и сыграл в 4 матчах турнира и забил 2 гола. Сборная Израиля проиграла в 1/4 финальном матче сборной Бразилии со счётом 4:1 и Перец в том матче забил гол. За сборную Израиля сыграл 40 матчей и забил 14 голов.

### Тренерская карьера
Работал как помощник главного тренера в тельавивском «Маккаби» и тельавивском «Хапоэле», а также главным тренером израильских клубов.

### Смерть
Скончался 29 июня 2021 года в возрасте 68 лет.

## Достижения
«Маккаби» (Тель-Авив)
- Чемпион Израиля (2): 1976/77, 1978/79
- Обладатель Кубка Израиля (1): 1976/77
- Обладатель Суперкубка Израиля (1): 1979